# Хомутова, Анна Григорьевна
А́нна Григо́рьевна Хо́мутова (30 сентября 1787, Москва — 26 апреля 1858, Санкт-Петербург) — русская писательница. Сестра генерала Михаила Хомутова, двоюродная сестра И. И. Козлова.

## Биография
Дочь сенатора Григория Аполлоновича Хомутова.
Получила в доме родителей отличное воспитание, в совершенстве владела французским языком.
За развитием литературы с увлечением следила всю свою жизнь. Воспитанница семьи Хомутовых Е. И. Розе писала:

Имея светлый ум, прекрасную память и удивительную, щеголеватую лёгкость выражать свои мысли, она писала бо́льшую часть времени, записывала всё, что видела и слышала и излагала в виде повестей происшествия, случавшиеся в большом свете, поэтизируя и, конечно, изменяя имена и названия местности
— Архангельская Н. В. Разбирая архив Шереметевых… // Московский журнал. — 2013. — № 4. — С. 75—76.
И в Москве, в родительском доме, где постоянно собиралось лучшее московское общество, и в Петербурге, куда Хомутова приезжала гостить, она часто встречалась с представителями литературы и была близко знакома с Ю. А. Нелединским-Мелецким, князем П. А. Вяземским, В. А. Жуковским и А. С. Пушкиным.

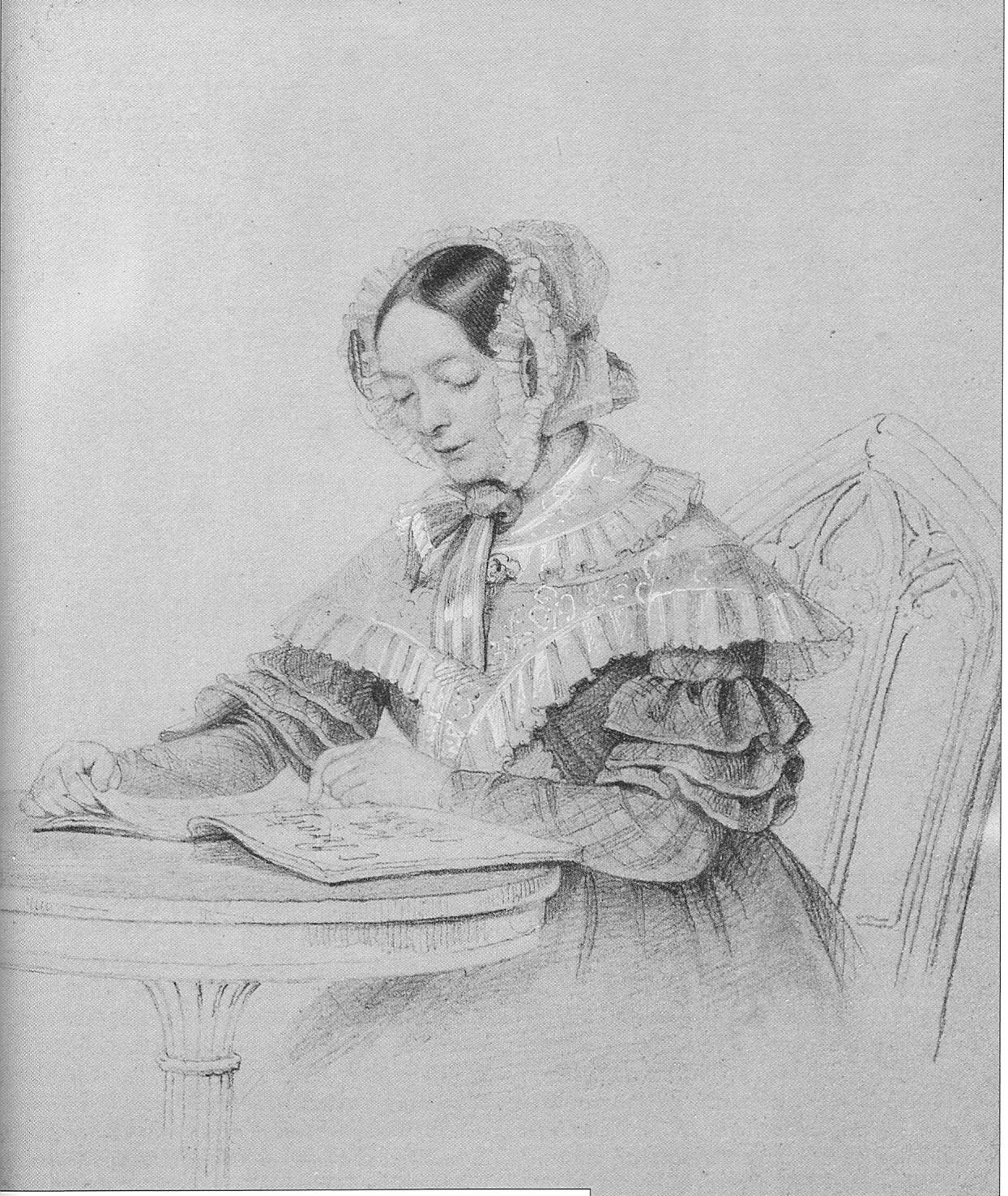
Портрет А. Г. Хомутовой
К. К. Пиратский. 1828 г.

Хомутова написала несколько повестей и стихотворений и вела записки, представляющие некоторый интерес описанием эпохи Отечественной войны и жизни высшего общества того времени. Из них напечатаны два отрывка — о 1814 годе и о встрече с А. С. Пушкиным 26 октября 1826 года у М. И. Римской-Корсаковой и о его аудиенции у Николая I  — в «Русском архиве» (1867, № 7. — С. 1065—1068), с послесловием П. А. Вяземского.
Поэт И. И. Козлов, двоюродный брат Хомутовой, к которому она с юности питала искреннюю привязанность, при встрече с ней в 1830-х годах, посвятил ей стихотворение «К другу весны моей после долгой, долгой разлуки». Брат Анны Хомутовой, Михаил Григорьевич, командовал в это время лейб-гусарским полком, в котором служил Михаил Юрьевич Лермонтов. Существует предание, что А. Г. Хомутова показала Лермонтову стихи Козлова; он попросил позволения взять их с собой и на другой день вернул их вместе со своими стихами: «Слепец, страданьем вдохновенный…». Однако Е. И. Розе указывала, что «в то время Лермонтов, узнав случайно из оживлённого рассказа самого поэта Козлова, сколько былого счастья шевельнулось в его душе при этой неожиданной встрече в тогдашней его грустной жизни, написал … стихи».
В 1840-х годах Хомутова жила в Ярославле у старшего брата, Сергея Хомутова, занимаясь воспитанием его детей.
Умерла в Петербурге 26 апреля 1858 года, похоронена в родовой усадьбе Лытарево Ярославской губернии. 